# Государственная измена
Госуда́рственная изме́на — преступление, заключающееся в деянии, сознательно направленном против суверенитета государства его гражданином (подданным).

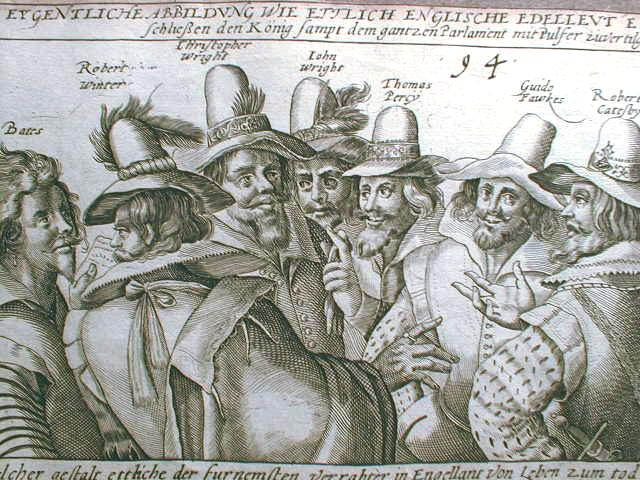
Лидеры Порохового заговора были признаны виновными в государственной измене

В частности, к государственной измене (предательстве страны) относится: переход на сторону противника во время войны (коллаборационизм), выдача государственной тайны, шпионаж, сепаратные переговоры с противником против воли правительства и прочее.

## История понятия
Развилось из средневекового правового понятия фр. Lèse majesté — оскорбление особы суверена. Последнее, в свою очередь, восходит к понятию в Римском праве crimen laesae majestatis (оскорбление величества), которое первоначально включало все государственные преступления.
Важным обстоятельством, отличавшим политическое устройства той эпохи в отличие от позднейшей, было отсутствие в праве понятия национального суверенитета. Измена понималась исключительно как измена своему верховному сюзерену, так называемая измена «интересам Короны».

## Трактовка понятия и наказание
Государственную измену следует отличать от нарушения союзных обязательств (например, во время войны), поскольку в случае измены виновный является субъектом права соответствующего государства, а в случае нарушения союзных обязательств — не является.
В разных государствах по-разному относятся к вопросу, следует ли считать изменой действия против конституционного строя или правящего режима, если они не состоят в прямом участии в боевых действиях. Так, дело нацистского пропагандиста У. Джойса, не являвшегося подданным Великобритании, приговорённого за измену к повешению, вызвало определённые споры.
Многие, запятнавшие себя сотрудничеством с врагом, не исключая и глав государств и правительств, были осуждены в 1945—1946 за государственную измену в разных странах Европы. Правительства, возглавлявшиеся осуждёнными изменниками (как Режим Виши во Франции), тем самым считались противоправными и нелегитимными изначально.
Поскольку государственная измена, совершенная даже одним лицом, может нанести существенный или даже невосполнимый урон безопасности государства в целом и большому числу его граждан, наказание за государственную измену в большинстве юрисдикций обычно полагается самое суровое и даже исключительное. Долгое время она каралась преимущественно смертной казнью, часто - через повешение, а для военных — через расстрел. В Англии за high treason полагалось особо мучительное повешение, потрошение и четвертование. В Союзе ССР в 1950—1953 годах (первое время после её восстановления) смертная казнь существовала только за измену Родине и контрреволюционную деятельность.
В наше время, в юрисдикциях, где нет смертной казни, за серьёзные случаи государственной измены назначаются большие сроки заключения вплоть до пожизненного.

### Великобритания
В Англии времён Тюдоров под государственную измену (англ. high treason) часто подводилось любое нарушение особых указов короля (например, осуждение браков Генриха VIII); в одном деле как государственная измена было истолковано мужеложство. В современной Великобритании в понятие государственной измены может включаться замышление смерти монарха, развязывание войны против монарха или верность его врагам в его королевстве, убийство лорда-канцлера и некоторых других полномочных лиц, прелюбодеяние с женой короля или с женой наследника престола и др. До 1814 года обыкновенным наказанием за государственную измену было печально знаменитое повешение, потрошение и четвертование для мужчин; волочение и сожжение - для женщин (последнее отменено в 1790 г.), после казнь представляла собой повешение (но до 1870 г. посмертное четвертование не было отменено), а с 1998 года наказанием является пожизненное лишение свободы. Для людей из высшего сословия было предусмотрено обезглавливание, юридически отмененное только в 1973 году. Последним казненным по обвинению в государственной измене был Уильям Джойс, нацистский пропагандист, повешенный в 1946 году.
Помимо государственной измены, до 1828-29 гг. существовало понятие малой измены. Малая измена могла означать убийство хозяина слугой, убийство мужа женой и убийство прелата священнослужителем. Мужчины наказывались проволочением к месту казни и повешением, женщины сожжением, без волочения (до 1790 г.).

### США
Государственная измена в США — единственное преступление, определение которому даётся Конституцией страны (во избежание злоупотребления), в 3-й статье, и трактуется как военные действия против Федерального правительства: «Государственной изменой Соединённым Штатам считается только ведение войны против них или присоединение к их врагам и оказание им помощи и содействия. Ни одно лицо не может быть осуждено за государственную измену иначе как на основании показаний двух свидетелей об одном и том же очевидном деянии либо собственного признания на открытом заседании суда. Конгресс имеет право устанавливать наказание за государственную измену, но признание виновным в измене не влечёт лишения всех прав либо конфискации имущества иначе как при жизни виновного лица[проверить перевод]». Со времён Второй мировой войны только один человек в США был обвинён в измене родине.

### Канада
Согласно статье 46 УК Канады, государственную измену совершает тот, кто начинает военные действия против Канады или осуществляет подготовку к таким действиям, оказывает помощь врагу, находящемуся в состоянии войны с Канадой, лишает жизни либо свободы, причиняет телесные повреждения или увечье или пытается лишить жизни Её Величество. Часть вторая статьи предусматривает уголовную ответственность за использование силы или применение насильственных методов в целях ниспровержения правительства Канады или одной из её провинций; предоставление без законных оснований представителю другого государства сведений военного либо научного характера; заключение соглашения с кем-либо для осуществления намерения совершить действия, определённые в УК как государственная измена и т. д. Наказание за государственную измену — пожизненное заключение

### Исламские страны
В ранней исламской истории единственным видом государственной измены была попытка свергнуть справедливое правительство или развязывание войны против государства. Наказание могло состоять в тюремном заключении, отсечении конечностей или смертной казни. Даже в случае измены раскаивание принималось во внимание.
Сейчас в исламе обычно считается, что вероотступничество является изменой, и наказание за неё — смертная казнь, что подтверждается в хадисах.

### Русское царство и Российская империя
Понятие «земской измены», тайного «перевета», то есть различного рода сношений с врагами своего князя, содержится ещё в Псковской судной грамоте. Измена в виде передачи города врагу («градской сдавец») впервые выделяется в Судебнике 1550 года.
В Соборном уложении 1649 года измена определялась как преступление против власти государя, которое заключалось в смене подданства, бегстве за рубеж, в связях с неприятелем в военное время или сдаче крепости врагу, а также в намерении это совершить («умысел»).
В Своде законов уголовных Российской империи 1832 года государственная измена определялась следующим образом:

1….когда кто-нибудь умыслит предать государство или какую-нибудь часть оного другому Государю или правительству;
2….когда подданный Российский будет возбуждать какую-либо иностранную державу к войне или иным неприязненным действиям против России, или с теми же намерениями сообщит государственные тайны иностранному правительству;
3….когда он во время войны будет способствовать или благоприятствовать неприятелю в военных или других враждебных действиях против отечества или против союзников России, через явное в сих действиях участие, или же советом, открытием тайн, сообщением иных каких-либо сведений, или сообщит неприятелю план крепости, порта, гавани, перейдет в ряды неприятелей, или будет укрывать неприятельских лазутчиков (шпионов) или сам сделается неприятельским лазутчиком;
4….когда дипломатический или иной чиновник, уполномоченный на заключение трактата с иностранною державою, употребит с умыслом сие доверие в явный вред для отечества;
5….когда дипломатический или иной чиновник, или вообще подданный России похитит, или с умыслом истребит, или повредит какого бы то ни было рода акты или документы, долженствующие служить доказательством прав на что-либо требуемое от державы иностранной или наоборот иностранной державе от России.

Уложение о наказаниях 1845 года повторяло содержание этих положений.
В Уголовном уложении 1903 года государственная измена определялась как посягательство на внешнюю безопасность и положение государства среди других государств. Определённые случаи государственной измены назывались военной изменой. Закон от 5 июля 1912 г. «Об изменении действующих законов о государственной измене путем шпионства в мирное время» значительно расширил понятие государственной измены в форме шпионажа.

### СССР

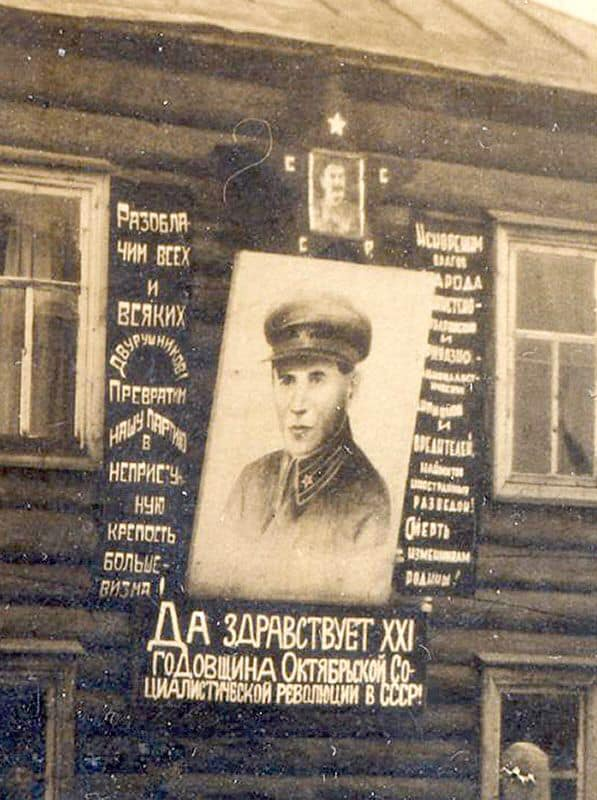
Портреты Ежова и Сталина, напоминающие икону, на стене административного гулаговского здания. Надпись: «Искореним врагов народа <…> шпионов и вредителей, наймитов иностранных разведок! Смерть изменникам родины!»

В СССР измена трактовалась сперва классово, как «измена делу рабоче-крестьянской революции», затем патриотически, как «измена родине» с 1934 года; формулировка «измена Родине» сохранялась в УК союзных республик вплоть до распада СССР. Расширенное понятие государственной измены применялось во время сталинских репрессий. Многие руководители органов безопасности сами были обвинены в измене и расстреляны.
До 1960 года измена Родине составляла содержание статьи 58-1а Особенной части Уголовного кодекса РСФСР, введённой в действие постановлением ЦИК СССР 8 июня 1934 года:

«Измена Родине, то есть действия, совершённые гражданами Союза ССР в ущерб военной мощи Союза ССР, его государственной независимости или неприкосновенности его территории, как то: шпионаж, выдача военной или государственной тайны, переход на сторону врага, бегство или перелёт за границу, караются высшей мерой уголовного наказания — расстрелом с конфискацией всего имущества, а при смягчающих обстоятельствах — лишением свободы на срок 10 лет с конфискацией всего имущества»
Понятие Родины здесь синонимично государству, так как за измену Родине были осуждены (в частности, при Сталине) многие люди, родившиеся вне Российской империи либо СССР в тогдашних границах.
В Уголовном кодексе РСФСР от 1960 года «Измена Родине» выделена в отдельную 64-ю статью:

«Измена Родине, то есть деяние, умышленно совершённое гражданином СССР в ущерб суверенитету, территориальной неприкосновенности или государственной безопасности и обороноспособности СССР: переход на сторону врага, шпионаж, выдача государственной или военной тайны иностранному государству, бегство за границу или отказ возвратиться из-за границы в СССР, оказание иностранному государству помощи в проведении враждебной деятельности против СССР, а равно заговор с целью захвата власти, — наказывается лишением свободы на срок от десяти до пятнадцати лет с конфискацией имущества и со ссылкой на срок от двух до пяти лет или без ссылки или смертной казнью с конфискацией имущества»

### Россия
Практики разграничения ответственности за шпионаж в зависимости от гражданства лица, совершившего преступление, придерживается и ныне действующий Уголовный кодекс Российской Федерации, статья 275 которого гласит: «Государственная измена, то есть совершённые гражданином Российской Федерации шпионаж, выдача иностранному государству, международной либо иностранной организации или их представителям сведений, составляющих государственную тайну, доверенную лицу или ставшую известной ему по службе, работе, учёбе или в иных случаях, предусмотренных законодательством Российской Федерации, переход на сторону противника, либо оказание финансовой, материально-технической, консультационной или иной помощи иностранному государству, международной либо иностранной организации или их представителям в деятельности, направленной против безопасности Российской Федерации, — наказывается лишением свободы на срок от двенадцати до двадцати лет со штрафом в размере до пятисот тысяч рублей или в размере заработной платы или иного дохода осуждённого за период до трех лет либо без такового и с ограничением свободы на срок до двух лет». В примечании указано: «Лицо, совершившее преступления, освобождается от уголовной ответственности, если оно добровольным и своевременным сообщением органам власти или иным образом способствовало предотвращению дальнейшего ущерба интересам Российской Федерации и если в его действиях не содержится иного состава преступления».
В октябре 2012 года Государственная дума Российской Федерации VI созыва приняла поправки к данной статье, предусматривающие уголовное наказание за предоставление «финансовой, материальной, материально-технической, консультационной или иной помощи иностранному государству, международной либо иностранной организации или их представителям в деятельности, направленной против безопасности» России; поправки подверглись со стороны «Human Rights Watch» критике в расплывчатости определения измены.
26 апреля 2023 года Совет Федерации РФ одобрил поправки в статью о введении пожизненного лишения свободы за измену.

#### Статистика осуждений
«Расширение» диспозиции статьи 275 в 2012 году не привело к немедленному увеличению числа осужденных по ней. Всплеск осуждений по этой статье произошел в 2014 году после того, как обострились отношения России и Запада. Число осуждений по статье 275 УК России было следующим (по годам, данные Судебного департамента при Верховном суде России):
- 2011 год (тогда действовала «старая формулировка» статьи 275 УК России) — 6 осужденных;
- 2012 год — 6 осужденных;
- 2013 год — 4 осужденных;
- 2014 год — 15 осужденных.